# Хомбург (Тургау)
Хомбург (нем. Homburg) — коммуна в Швейцарии, в кантоне Тургау.
С 2011 года входит в состав округа Фрауэнфельд (ранее входила в округ Штекборн). Население составляет 1433 человека (на 31 декабря 2007 года). Официальный код — 4816.

## Состав коммуны
- Гюндельхарт
- Хёрхаузен